# 野崎夏帆
野崎 夏帆（のざき かほ、1992年7月1日 - ）は東京都出身の女性ファッションモデル。
デビューから先駆舎に所属していたが、先駆舎とディスカバリー・エンターテインメントとの提携により同社に所属することとなった。

## 略歴
- 2005年、雑誌『ニコラ』（新潮社）の第9回モデルオーディションでグランプリを獲得し、同年11月号より専属モデル（ニコモ）として活動していた。途中、出なくなった時期もあったが、翌年9月号から再び出演している。2009年5月号で卒業。同誌での表紙起用回数は1回。
- 「ニコラ」の専属モデルとする前にローティーン向けファッション雑誌「melon」（祥伝社）の読者モデル（メロフレ）をやっていた事があり、それ以前にも活動している。
- 2007年、映画「ライラの冒険/黄金の羅針盤」のギャオーディション『ライラの冒険 黄金の羅針盤ファンタジー・ヒロイン・オーディション』を受けたが、二次審査で落選してしまった。

## 人物
- かっこかわいいファッションを好む。そのファッションは自分流といっている豹柄をよくきている[1]。
- AKB48が大好きで、特に好きなメンバーは高橋みなみ[2]。
- ブログで、自分のことを「かほちん」などと呼んでいる[3]。

## 出演

### 雑誌
- melon（祥伝社）メロフレとして出演
- ニコラ（新潮社、2005年11月号 - 2009年5月号）専属モデル
- ティーンズセシール
- Popteen
- Popsister
- Nicky

### テレビ
- ベッキーズスクール（NHK総合、2007年8月18日）
- 紳介の駆け込み寺

## CM
- タマホーム

## ユニット
- 星のオトメ歌劇団
- ランシス（小谷有里）

## その他
- シュガーバニーズ（サンリオ）イメージキャラクター